# Samuel Daniel

Samuel Daniel.

Samuel Daniel (1562-14 de octubre de 1619) fue un poeta e historiador inglés, distinguido como poeta laureado.

## Vida
Daniel nació cerca de Taunton en Somerset, hijo de un maestro de música. Fue hermano de John Daniel. En 1579, Daniel fue admitido en Magdalen Hall (hoy conocido como Hertford College) en la Universidad de Oxford, donde permaneció alrededor de tres años y después se dedicó al estudio de la poesía y la filosofía. Un "Samuel Daniel" aparece documentado en 1586 como criado de Edward Stafford, tercer Barón de Stafford, y embajador inglés en Francia. Probablemente sea la misma persona que el poeta. 
Según él mismo cuenta, fue animado, e incluso le enseñó poesía, Mary Sidney, Condesa de Pembroke, a quien nunca dejó de alabar. Entró en su casa como tutor de su hijo, William Herbert, tercer conde de Pembroke. Su primera obra conocida, una traducción de Paulo Jovio, al que añadió algún material original, fue impresa en 1585.
Su primer volumen de poesía data de 1592; contiene el ciclo de sonetos dedicados a Delia y el romance llamado The Complaint of Rosamond. Veintisiete de los sonetos ya se habían impreso al final de la obra de Sir Philip Sidney Astrophel and Stella sin consentimiento del autor. Varias ediciones de Delia aparecieron en 1592, y fueron reeditadas varias veces en vida de Daniel. Delia vivía a orillas del río Avon, en Warwickshire, y los sonetos que se le dedicaron estaban inspirados por la memoria de ella cuando el poeta estaba en Italia. Para una edición de Delia and Rosamond, en 1594, añadió la tragedia de Cleopatra, escrita en estilo clásico, en verso heroico, con interludios corales. The First Four Books of the Civil Wars, un poema histórico sobre la Guerra de las Rosas, en ottava rima, apareció en 1595.
Al parecer, no fue hasta 1599 que se publicó todo un volumen titulado Poetical Essays, que contenía, además de las "Civil Wars," "Musophilus" y "A letter from Octavia to Marcus Antonius," poemas que son del estilo más bello y maduro del autor. Por esta época se hizo tutor de Lady Anne Clifford, hija de la condesa de Cumberland. A la muerte de Edmund Spenser, el mismo año, Daniel recibió el cargo de “Poeta Laureado”, que al parecer, rechazó al poco a favor de Ben Jonson. No se sabe si fue con motivo de esto, pero por esta época, y por las recomendaciones de su cuñado, Giovanni Florio, fue favorecido por la corte, y escribió un Panegyricke Congratulatorie ofrecido al rey en Burleigh Harrington en Rutland, en ottava rima.
En 1601 el Panegyricke fue publicado en una presentación folio, el primer volumen en folio de obras completas de un poeta inglés vivo (una distinción que normalmente se atribuye por error a las obras en folio de 1616 de Ben Jonson). Muchas ediciones posteriors contenía en adición sus Poetical Epistles (Epístolas) a sus señores y un elegante ensayo en prosa llamado A Defence of Rime (originalmente impreso en 1602) en respuesta a la obra de Thomas Campion Observations on the Art of English Poesie, que argumentaba que la rima era inadecuada para el genio del idioma inglés. 
En 1603, Daniel fue nombrado maestro de los entretenimientos de la reina. En este cargo creó una serie de mascaradas y tragicomedias pastorales – de las cuales se imprimieron A Vision of the Twelve Goddesses (1604); The Queen's Arcadia, una adaptación de la obra de Guarini Pastor Fido (1606); Tethys' Festival or the Queenes Wake, escrita con ocasión del nombramiento del Príncipe Enrique como Caballero de la Orden del Baño (1610); e Hymen's Triumph, en honor del matrimonio de Lord Roxburgh (1615).
En 1605 apareció Certain Small Poems, con la tragedia de Philotas. Certaine small Workes heretofore divulged by Samuel Daniel (1607) fue una versión revisada de todas sus obras excepto Delia y las Civil Wars. En 1609 ñas Civil Wars habían sido completadas con sus ocho libros. En 1612 Daniel publicó una History of England en prosa, desde los primeros tiempos hasta el reinado de Eduardo III. Esta obra popular fue continuada y publicada en 1617. La sección dedicada a Guillermo el Conquistador se publicó en 1692 como obra de Sir Walter Raleigh.
Daniel fue nombrado caballero y asistente de cámara de la Reina Ana, sinecura que no interfirió con su carrera literaria. Era reconocido como un escritor destacado de la época. Entre los pocos amigos a los que se les permitía visitarlo en su casa de Old Street, St Luke's, estaban Shakespeare, John Selden y Chapman; allí, según cuenta Fuller, él permanecería "Escondido durante varios meses juntos, de lo más retirado para disfrutar de la compañía de las Musas, y entonces aparecería en público para conversar con sus amigos." Más tarde, Daniel renunció a los cargos en la corte y se retiró a una granja llamada "The Ridge," que alquiló en Beckington, cerca de Devizes en Wiltshire. Allí murió el 14 de octubre de 1619.

## Obras
Como dramaturgo, Daniel mantuvo una relación tradicional con la corte y la universidad, y tuvo poco que ver con el drama popular que tan impresionante desarrollo tuvo en su época. Por ello, le fue ajeno el alboroto que a menudo rodeaban el drama popular, aunque no totalmente. La representación de 1604 de su obra Philotas hizo que fuera llamado ante el Consejo privado. El héroe de la obra se pensó que se parecía a Roberto Devereux, segundo Conde de Essex, una perturbadora conexión, considerando la ejecución del conde en 1601 por traición
Las obras poéticas de Daniel con numerosas, pero han sido desatendidas durante largo tiempo. Esto resulta sorprendente, si se tiene en cuenta que, durante el siglo XVIII, cuando se leía muy poca literatura isabelina, Daniel mantuvo su prestigio. Más tarde Samuel Taylor Coleridge, Charles Lamb y otros lo alabaron como poeta. De sus obras los Sonetos, son hoy, quizá, lo más leído. Se apartan de la forma de soneto italiana al cerrarse con un pareado, como ocurre en la mayor parte de los sonetos de Henry Howard y Thomas Wyatt, pero tienen una gracia y ternura propias.
De alta calidad es The Complaint of Rosamond, un soliloquio en el que el fantasma de una mujer asesinada aparece y se lamenta de su destino en estrofas de exquisito sentimiento. Entre las Epistles to Distinguished Persons se encuentran algunas de sus más nobles estrofas y más pulidos vesos. La epístola a Lucy, Condesa de Bedford, es notable entre aquellas por estar compuesta en genuina terza rima, aún no usada en inglés. A Daniel le gustaba particularmente esta estrofa de cuatro versos de yambos alternativamente solemnes, una forma de verso inadecuada para los dramas. Éstos, inspirados por la Condesa de Pembroke, son menos exitosos que sus pastorales; e Hymen's Triumph es considerada su mejor obra dramática. Un extracto de esta mascarada se da en la obra de Lamb: Dramatic Poets, y fue muy alabada por Coleridge. 
Daniel fue un gran innovador en poesía. Su estilo es pleno, fácil, sin ser muy animado ni espléndido; está conforme con vuelos equilibrados. Como poeta “nómico” se aproxima a Chapman, pero es más musical y coherente. Carece de fuego y pasión, pero tiene una gracia erudita y un encanto tierno.
Las obras de Daniel fueron editadas por Alexander Balloch Grosart desde 1885 hasta 1896.

## Nota
1. ↑  Curiosamente, Daniel sirvió como una especie de asistente censor para el Maestro de Ceremonias en esta época, responsabilizándose en particular de la compañía de los Niños de la Capilla, justamente en la época en que esa compañía estaba representando las más escandalosas de sus producciones, Eastward Hoe y The Isle of Gulls. Grace Ioppolo, Dramatists and Their Manuscripts in the Age of Shakespeare, Jonson, Middleton and Heywood, Londres, Routledge, 2006; p. 129.